# Kris Dunn
Kristofer Michael Dunn, detto Kris (Montville, 18 marzo 1994), è un cestista statunitense, professionista nella NBA.

## Caratteristiche tecniche
Gioca come playmaker, è bravo a recuperare palloni e nella fase difensiva, grazie anche alla sua esplosività fisica. In fase offensiva è bravo in penetrazione e nei contropiedi, oltre a essere un ottimo tiratore dalla media distanza.

## Carriera

### Minnesota Timberwolves (2016-2017)
Si rese eleggibile per il Draft NBA 2016, che si svolge al Barclays Center di Brooklyn il 23 giugno, durante il quale venne scelto con la quinta scelta assoluta dai Minnesota Timberwolves. Nonostante ci fossero molte aspettative su di lui, nella sua stagione da rookie, lui avrebbe dovuto partire titolare a scapito del veterano Ricky Rubio (a lungo si parlò di una cessione del catalano, soprattutto in ottica Sacramento Kings e New York Knicks) ma alla fine partì quasi sempre dalla panchina in quanto giocò 78 partite (su 82 totali), ma solo 7 volte partì titolare, senza impressionare molto e tenendo solo 3,8 punti di media. Nell'ottobre 2017 Dunn dichiarò che il poco rendimento fu dovuto anche alla presenza di Rubio e al giocare poco.

### Chicago Bulls (2017-2020)
Il 23 giugno 2017, durante il Draft NBA 2017, venne ceduto via trade dai T'wolves ai Chicago Bulls insieme all'infortunato Zach Lavine e Lauri Markkanen (settima scelta al draft dei lupi) in cambio della stella dei tori Jimmy Butler e del rookie Justin Patton (ottava scelta al Draft dei tori). Con i Bulls riscattò la deludente stagione da rookie tenendo di media 13,4 punti a partita. Tuttavia il 15 marzo 2018 terminò (insieme al compagno di squadra Zach Lavine) anzitempo la stagione in quanto si slogò l'alluce.

## Statistiche

### NCAA
| Anno      | Squadra           | PG | PT | MP   | TC%  | 3P%  | TL%  | RP  | AP  | PRP | SP  | PP   |
| --------- | ----------------- | -- | -- | ---- | ---- | ---- | ---- | --- | --- | --- | --- | ---- |
| 2012-2013 | Providence Friars | 25 | 18 | 27,2 | 39,8 | 28,6 | 69,0 | 4,8 | 3,2 | 1,2 | 0,3 | 5,7  |
| 2013-2014 | Providence Friars | 4  | 0  | 26,5 | 31,6 | 0,0  | 100  | 2,5 | 5,0 | 1,8 | 0,3 | 3,8  |
| 2014-2015 | Providence Friars | 33 | 33 | 34,0 | 47,4 | 35,1 | 68,6 | 5,5 | 7,5 | 2,7 | 0,3 | 15,6 |
| 2015-2016 | Providence Friars | 33 | 31 | 33,0 | 44,8 | 37,2 | 69,5 | 5,3 | 6,2 | 2,5 | 0,6 | 16,4 |
| Carriera  | Carriera          | 95 | 82 | 31,6 | 45,0 | 35,4 | 69,3 | 5,1 | 5,8 | 2,2 | 0,4 | 12,8 |

#### Massimi in carriera
- Massimo di punti: 32 vs Harvard (14 novembre 2015)[9]
- Massimo di rimbalzi: 13 vs DePaul (29 gennaio 2015)
- Massimo di assist: 14 (3 volte)
- Massimo di palle rubate: 8 vs Harvard (14 novembre 2015)
- Massimo di stoppate: 2 (6 volte)
- Massimo di minuti giocati: 43 (3 volte)

### NBA

#### Regular Season
| Anno      | Squadra             | PG  | PT  | MP   | TC%  | 3P%  | TL%  | RP  | AP  | PRP | SP  | PP   |
| --------- | ------------------- | --- | --- | ---- | ---- | ---- | ---- | --- | --- | --- | --- | ---- |
| 2016-2017 | Minnesota T'wolves  | 78  | 7   | 17,1 | 37,7 | 28,8 | 61,0 | 2,1 | 2,4 | 1,0 | 0,5 | 3,8  |
| 2017-2018 | Chicago Bulls       | 52  | 43  | 29,3 | 42,9 | 32,1 | 73,0 | 4,3 | 6,0 | 2,0 | 0,5 | 13,4 |
| 2018-2019 | Chicago Bulls       | 46  | 44  | 30,2 | 42,5 | 35,4 | 79,7 | 4,1 | 6,0 | 1,5 | 0,5 | 11,3 |
| 2019-2020 | Chicago Bulls       | 51  | 32  | 24,9 | 44,4 | 25,9 | 74,1 | 3,6 | 3,4 | 2,0 | 0,3 | 7,3  |
| 2020-2021 | Atlanta Hawks       | 4   | 0   | 11,3 | 8,3  | 0,0  | 75,0 | 1,5 | 0,5 | 0,5 | 0,5 | 1,3  |
| 2021-2022 | Portland T. Blazers | 14  | 3   | 24,0 | 43,1 | 9,1  | 94,4 | 3,5 | 5,6 | 1,6 | 0,2 | 7,6  |
| 2022-2023 | Utah Jazz           | 22  | 3   | 25,8 | 53,7 | 47,2 | 77,4 | 4,5 | 5,6 | 1,1 | 0,5 | 13,2 |
| 2023-2024 | Utah Jazz           | 66  | 32  | 18,9 | 47,0 | 36,9 | 68,8 | 2,9 | 3,8 | 1,0 | 0,4 | 5,4  |
| 2024-2025 | L.A. Clippers       | 74  | 58  | 24,1 | 43,9 | 33,5 | 68,2 | 3,4 | 2,8 | 1,7 | 0,4 | 6,4  |
| Carriera  | Carriera            | 407 | 222 | 23,3 | 43,7 | 32,7 | 73,6 | 3,3 | 4,0 | 1,5 | 0,4 | 7,7  |

#### Play-off
| Anno     | Squadra       | PG | PT | MP   | TC%  | 3P%  | TL% | RP  | AP  | PRP | SP  | PP  |
| -------- | ------------- | -- | -- | ---- | ---- | ---- | --- | --- | --- | --- | --- | --- |
| 2021     | Atlanta Hawks | 5  | 0  | 6,6  | 20,0 | 0,0  | 100 | 1,0 | 1,0 | 0,4 | 0,4 | 1,2 |
| 2025     | L.A. Clippers | 7  | 6  | 21,9 | 38,6 | 35,7 | -   | 3,4 | 1,3 | 1,1 | 0,6 | 6,3 |
| Carriera | Carriera      | 12 | 6  | 15,5 | 36,7 | 34,5 | 100 | 2,4 | 1,2 | 0,8 | 0,5 | 4,2 |

#### Massimi in carriera
- Massimo di punti: 32 vs Dallas Mavericks (5 gennaio 2018)[10]
- Massimo di rimbalzi: 10 vs Los Angeles Lakers (9 aprile 2023)
- Massimo di assist: 17 vs Indiana Pacers (4 gennaio 2019)
- Massimo di palle rubate: 5 (4 volte)
- Massimo di stoppate: 3 (5 volte)
- Massimo di minuti giocati: 46 vs New York Knicks (10 gennaio 2018)

### G League
| Anno      | Squadra          | PG | PT | MP   | TC%  | 3P%  | TL%  | RP  | AP  | PRP | SP  | PP   |
| --------- | ---------------- | -- | -- | ---- | ---- | ---- | ---- | --- | --- | --- | --- | ---- |
| 2021-2022 | A.C. Clippers    | 15 | 8  | 27,0 | 45,3 | 25,0 | 70,4 | 5,1 | 4,4 | 1,7 | 0,9 | 11,8 |
| 2022-2023 | Capital C. Go-Go | 33 | 11 | 28,0 | 54,3 | 41,9 | 77,8 | 5,8 | 5,6 | 2,5 | 0,5 | 15,2 |
| Carriera  | Carriera         | 48 | 19 | 27,6 | 51,6 | 36,8 | 75,8 | 5,6 | 5,2 | 2,2 | 0,7 | 14,2 |